# Itamar (località)
Itamar (in ebraico: אִיתָמָר) è una colonia israeliana situata nelle montagne della Samaria, in Palestina, cinque chilometri a sud est di Nablus.
L'11 marzo del 2011 è stato teatro dell'attacco di Itamar.
La comunità internazionale considera gli insediamenti israeliani in Cisgiordania illegali secondo il diritto internazionale; il governo israeliano contesta questa posizione.